# Pray / Get Into a Groove
Singles de Every Little Thing
Someday, Someplace
(1999) Sure
(2000)
Pray / Get Into a Groove est le treizième single du groupe japonais Every Little Thing.

## Détails
Le single, écrit, composé et produit par Mitsuru Igarashi, sort le 1er janvier 2000 au Japon sur le label Avex Trax, dix mois après le précédent single du groupe, Someday, Someplace. C'est son premier single à sortir au format maxi single de 12 cm de diamètre, nouvelle norme pour les singles dans ce pays (les précédents sont sortis au format mini-CD single de 8 cm de diamètre, l'ancienne norme). Il atteint alors la 2e place du classement hebdomadaire des ventes de l'Oricon, et y reste classé pendant huit semaines. Il se vend à 407 030 copies, atteignant la 62e place du classement annuel de l'Oricon en 2000, et demeure le neuvième single le plus vendu du groupe.
C'est un single "double face A" contenant deux chansons principales et leurs versions instrumentales, ainsi qu'une version remixée de chacune d'elles (dont une par HΛL). La première chanson Pray a été utilisée comme thème musical pour une publicité pour le produit Ti-Ha de la marque DyDo. Elle figurera sur le troisième album du groupe, Eternity qui sortira deux mois plus tard, puis sur ses compilations de singles Every Best Single 2 de 2003 et Every Best Single - Complete de 2009. Elle sera aussi remixée sur les albums de remix Euro Every Little Thing de 2001 et ELT Trance de 2002.
La deuxième chanson Get Into a Groove a quant à elle été utilisée comme thème musical pour une publicité pour le produit New Hilux Surf de la marque Toyota. Elle figurera aussi sur l'album Eternity, et sera également remixée sur l'album The Remixes III: Mix Rice Plantation de 2002 ; elle ne figurera pas sur la compilation de singles Every Best Single 2, mais sera présente sur celle de 2009 Every Best Single - Complete.

## Liste des pistes
Toutes les chansons sont écrites et composées par Mitsuru Igarashi.
| CD    | CD                               | CD    | CD | CD | CD | CD | CD | CD | CD |
| No    | Titre                            | Durée |    |    |    |    |    |    |    |
| ----- | -------------------------------- | ----- | -- | -- | -- | -- | -- | -- | -- |
| 1.    | Pray                             | 5:25  |    |    |    |    |    |    |    |
| 2.    | Get Into A Groove                | 4:38  |    |    |    |    |    |    |    |
| 3.    | Pray (Ramdoubler's Remix)        | 6:26  |    |    |    |    |    |    |    |
| 4.    | Get Into A Groove (HAL's Remix)  | 4:11  |    |    |    |    |    |    |    |
| 5.    | Pray -Instrumental-              | 5:25  |    |    |    |    |    |    |    |
| 6.    | Get Into A Groove -Instrumental- | 4:36  |    |    |    |    |    |    |    |
| 30:42 |                                  |       |    |    |    |    |    |    |    |